# Robert Hutzen Stamm
Robert Hutzen Stamm, född den 8 april 1877 i Köpenhamn, död där den 18 februari 1934, var en dansk zoolog.
Stamm blev magister scientiarum 1901, docent 1908 och ledare av universitetets histologiska laboratorium. Han skrev om musklernas fäste till det yttre skelettet hos leddjuren (1904), om sidokörtlarna hos skogssnäbbmusen (1914), samt flera mindre uppsatser. Dessutom är han författare till ett stort antal värdefulla biografier av zoologer. Stamm omfattade sitt laboratorium med levande intresse och förökade i hög grad dess undervisningsmateriel. Från 1920 var Stamm redaktör av Ornitologisk Forenings tidskrift.